# Interkulturelle Öffnung
Unter Interkultureller Öffnung wird eine Strategie der Organisationsentwicklung verstanden, die auf die kulturelle Vielfalt einer Gesellschaft angemessen reagieren soll.
Betroffen sind Organisationen mit unterschiedlichen Aufgaben und Handlungsfeldern, die entsprechenden Strategien erstrecken sich auf Organisations- und Personalentwicklung sowie Maßnahmen zur Produkt- und Dienstleistungssentwicklung.

## Institutionen
- Öffentliche Verwaltung
- Soziale Dienste
- Gesundheitssektor
- Schule, Hochschule
- Kultureinrichtungen
- Medien
- Politische Organisationen und Interessengruppen.

## Zielsetzung
Eine Organisation soll mit ihren Strukturen, ihren Prozessabläufen, ihrer Handlungspraxis, ihren Produkten und Dienstleistungen derart gestaltet werden, dass sie dem Bedarf und den unterschiedlichen Bedürfnissen aller Beteiligten gerecht wird. Mechanismen, die zur Exklusion eines Beteiligten führen, oder Zugangsbarrieren zu der jeweiligen Organisation darstellen, sollen abgebaut werden. Die interkulturelle Öffnung bezieht sich auf die Kunden bzw. Nutzer einer Organisation, wie z. B. Klienten, Patienten, Empfänger von Transferleistungen, Schüler und Lehrlinge, Besucher oder Abonnenten. Sie bezieht sich ebenfalls auf die Mitarbeiter einer Organisation, unabhängig von Geschlecht oder kultureller Herkunft. Sie soll allen Mitgliedern einer Gesellschaft gleichberechtigt Zugang zu Gütern und Dienstleistungen ermöglichen.
Damit grenzt sich die Zielsetzung der Interkulturellen Öffnung laut Hubertus Schröer von jener des Diversity Management ab, auch wenn Zielgruppen und Maßnahmen vergleichbar sind. Letzteres kommt aber laut Schröer in erster Linie im Unternehmenskontext zum Einsatz und nutzt die Vielfalt als "Mittel zum Zweck" für eine bessere Marktpositionierung; während bei der Interkulturellen Öffnung die Vielfalt der Zweck selbst ist.

## Gesellschaftliche Rahmenbedingungen
Der Anspruch nach Interkultureller Öffnung kann als Folge von Arbeitsmigration und Zuwanderung gelten. Durch die dauerhafte Niederlassung verschiedener Einwanderergruppen wächst die Zahl der Menschen mit Migrationshintergrund in der Bundesrepublik Deutschland stetig. 2013 betrug der Anteil bereits rund 20 Prozent an der Gesamtbevölkerung. Multikulturalität ist damit eine Tatsache geworden. Das hat zur Folge, dass gesellschaftliche Organisationen die vielfältigen Interessen und Situationen zu berücksichtigen haben.
Rechtliche Grundlagen bieten das Diskriminierungsverbot die Charta der Grundrechte der Europäischen Union von 2000, das Allgemeines Gleichbehandlungsgesetz der BRD von 2006 und auf Länderebene z. B. im Bundesland Berlin 2010 das „Gesetz zur Regelung von Partizipation und Integration in Berlin“.

## Geschichte
Mitte der 1990er Jahre tauchte der Begriff "Interkulturellen Öffnung" im Sprachgebrauch von Institutionen der Sozialarbeit auf. Hinz-Rommel (1995) eröffnete mit seinen „Empfehlungen zur interkulturellen Öffnung sozialer Dienste“ eine Debatte über die ethisch-moralische bzw. gesellschaftspolitische Verantwortung gegenüber Menschen nichtdeutscher Herkunft. In diesem Zusammenhang wurde festgestellt, dass der Zugang zu sozialen Ressourcen in der Gesellschaft zwischen der einheimischen Bevölkerung und den Migranten unterschiedlich ist, d. h., dass die Gruppe der Einwanderer benachteiligt sei. Diese Ungleichheit sollte beseitigt werden, indem vor allem Zugangsbarrieren zu den Institutionen abgebaut werden sollten. In der Folge wurden erhebliche Anstrengungen unternommen, um die Angebote der sozialen Arbeit kulturspezifisch und einfühlsam umzugestalten.

## Verfahren und Instrumente
Entsprechende Maßnahmen und Initiativen haben inzwischen auch in anderen gesellschaftlichen Bereichen Eingang gefunden, wie z. B. in Schule und Ausbildung, bei der Gesundheitsfürsorge, im kulturellen Sektor, bei Behörden und Verwaltungsdienstleistern.
Dazu gehört die Qualifizierung von Mitarbeitern, die deren Fähigkeiten für den Umgang mit Menschen aus anderen Kulturen entwickeln und schulen. Ein "interkulturelles Leitbild" der Organisation sollte entwickelt werden, das auf allen Ebenen einer Organisation verbindlich ist. Mittels Bedarfsanalyse werden die spezifischen Bedürfnisse  kulturell verschiedener Nutzergruppen erhoben, um die Angebote an Produkten oder Dienstleistungen anpassen und erweitern zu können. Eine weitere Initiative besteht in der gezielten Anwerbung von Personal mit migrantischem Hintergrund.

## Aktueller Stand 2021
Immer mehr Institutionen, Einrichtungen, Organisationen usw. nutzen solche Verfahren und Instrumente der interkulturellen Öffnung, um kulturbedingte Ausgrenzungsmechanismen, benachteiligende Strukturen und Handlungsmuster sowie kulturbedingte Hemmschwellen abzubauen.
Dies bezieht sich u. a. auf
- Hemmnisse bei der Nutzung von sozialen und kommunalen Diensten und Leistungen u. a. durch mangelnde Information, Angst vor möglichen Sanktionen bei der Inanspruchnahme sozialer Dienste, schlechte Erfahrungen mit Institutionen oder deren Mitarbeitern, mangelndem Respekt, Zweifel am Einfühlungsvermögen des Gegenübers;
- ungleiche Verteilung schulischer Abschlüsse und geringere Chancen im Zugang zu weiterführenden Schulen u. a. aufgrund von fehlenden Deutschkenntnissen, mangelhafter oder falscher Information der Eltern, unterschiedlichen Lerngewohnheiten;
- Benachteiligung von Jugendlichen mit Migrationshintergrund, die sich um einen Ausbildungsplatz bewerben und aus ebendiesem Grund von den Personalabteilungen oder aber wegen ihrer unzureichenden Qualifikationen abgelehnt werden;
- Ungleichgewichte in der Inanspruchnahme von medizinischer Versorgung, Pflege und Vorsorge aufgrund kulturell und sprachlich bedingter Zugangsbarrieren; kulturelle Missverständnisse aufgrund unterschiedlicher Vorstellungen über Gesundheit und Krankheit.

- Die unterschiedlich intensive Nutzung von Bibliotheken, Theatervorstellungen, Konzerten, Museen, unzureichende Berücksichtigung von migrantenspezifischen Themen in Presse, Fernsehen, Radio.

Kenan Engin identifiziert als das wichtigste Handlungsgebiet den Bildungsbereich, vor dem Hintergrund, dass mehr als ein Viertel der Bildungsteilnehmer ein Migrationshintergrund haben, aber nur 7 % der pädagogisch tätigen Personen des formalen Bildungswesens einen Migrationshintergrund haben. Deswegen scheint die größte Baustelle Interkulturelle Öffnung im Bildungsbereich zu liegen.